# Robert Toombs
Robert Augustus Toombs (né dans le comté de Wilkes (Géorgie) le 2 juillet 1810 et mort le 15 décembre 1885) est un homme politique des États-Unis, le premier secrétaire d'État des États confédérés d'Amérique et un général sudiste pendant la Guerre de Sécession.

## Biographie
Robert A. Toombs est l'un des signataires de la Constitution provisoire des États confédérés qui organise le Congrès provisoire des États confédérés. ll signe cette Constitution provisoire en tant que représentant de l'État de Géorgie.